# Teje
Teje (ca. 1398 v.Chr. – 1338 v.Chr., ook gespeld Teye, Tiye en Tiy) was grote koninklijke vrouwe in de 18e dynastie van Egypte aan de zijde van farao Amenhotep III, en matriarch van de Amarna familie, waaruit vele leden van het koninklijk geslacht van het oude Egypte geboren werden.
Zij was de dochter van Yuya en Thuya (ook gespeld als Thuyu).

## Afkomst
Tejes moeder Thuya was bij veel religieuze cultussen betrokken, zoals verschillende van haar titels aantoonden (Zangeres van Hathor, Hoofdgastvrouw) van zowel Amon als de vruchtbaarheidsgodheid Min..., wat doet vermoeden dat zij lid van de koninklijke familie uit de Boven-Egyptische stad Achmim was.
Tejes vader, Yuya, was een welvarend grootgrondbezitter aldaar, terwijl hij zijn vrouw Thuya in het priesterambt bijstond, als opzichter van de ossen. Zijn belangrijkste bezittingen lagen in Achmim, 160 km ten noorden van Thebe.
Er is weleens geopperd dat Tejes vader, Yuya, van Aziatische afkomst was, gezien het uiterlijk van zijn mummie en de vele uiteenlopende spellingswijzen van zijn naam, wat zou betekenen dat het geen origineel Egyptische naam was. Sommigen beweren dat de sterke politieke en voor die tijd onconventionele religieuze standpunten van de koningin weleens te wijten zouden kunnen zijn van haar buitenlandse afkomst, eerder dan aan haar sterke karakter.
Teje had ook een broer, Aänen, die als Tweede profeet van Amon optrad. Er zijn ook Egyptologen die menen dat Eje, een opvolger van Toetanchamon, van Teje zou afstammen. Er zijn wel geen datums of monumenten die het verband tussen de twee kunnen bevestigen, maar deze auteurs gaan uit van Ejes origines die ook in Achmim liggen, en omdat hij de meeste titels van Tejes vader Yuya overerfde uit diens tijd aan het hof van Amenhotep III. Haar ouders kregen een graf in de Vallei der Koningen.

## Huwelijk

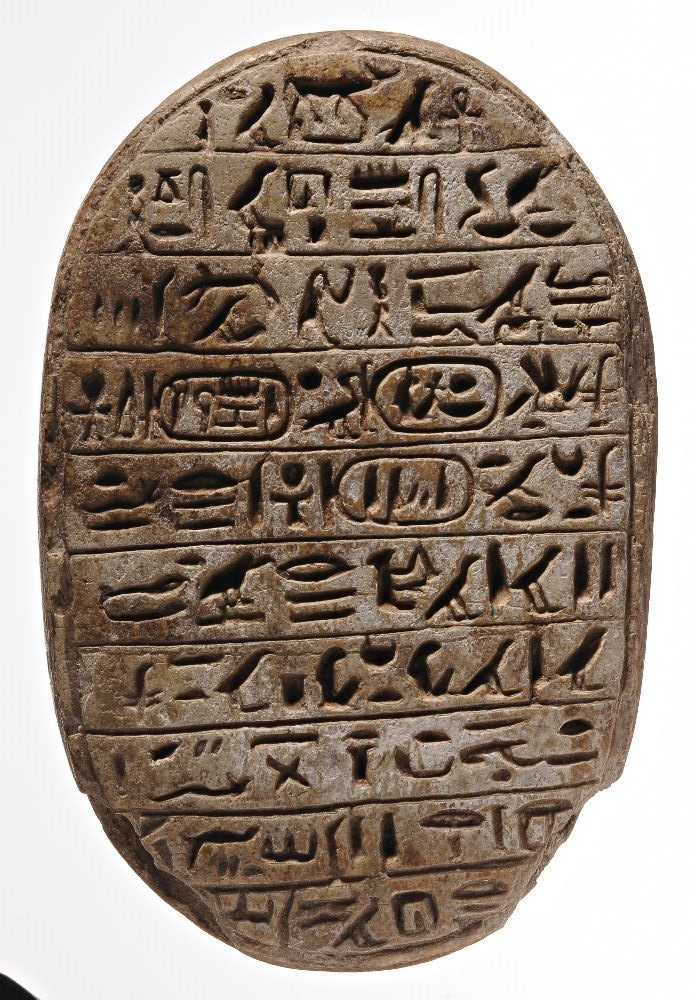
Huwelijksscarabee Amenhotep III en Teje
Rijksmuseum van Oudheden

Teje trad in het huwelijk met Amenhotep III in het tweede jaar van diens bewind. Hijzelf was geboren uit een bijvrouw van zijn vader en had een sterkere band met de koninklijke lineariteit nodig.. Het lijkt erop dat hij nog als kind werd gekroond, mogelijk tussen zijn zesde en twaalfde levensjaar. Amenhotep III liet herinneringsscarabeeën maken van zijn huwelijk met Teje. Op de hier afgebeelde huwelijksscarabee staat:

Levende Horus … Koning van Opper- en Neder-Egypte, Nebmaätra, Zoon van Ra, Amenhotep, heerser over Thebe, die het leven schenkt, en de grote koningsvrouwe Teje, dat zij leve. De naam van haar vader is Yuya, de naam van haar moeder Thuya. Zij is de vrouw van een machtige koning wiens ...

Dat de namen van Yuya en Thuya hier expliciet genoemd worden getuigt van een uitzonderlijk grote invloed van dit echtpaar. Als hij inderdaad de belangrijkste adviseur van de farao was onder Thoetmosis IV, vader en voorganger van Amenhotep III, dan is het waarschijnlijk dat de feitelijke macht tijdens de jonge jaren van Amenhotep III bij Yuya en Thuya gelegen heeft.
Tijdens het huwelijk werden minstens zes kinderen geboren, waarvan de tweede zoon farao zou worden, namelijk Achnaton, die bij zijn geboorte Amenhotep genoemd werd. Tejes oudste dochter, Sitamun, zou waarschijnlijk ook met haar vader Amenhotep III zijn getrouwd, en kreeg daarmee eveneens de titel van Grote koninklijke vrouwe. Recente publicaties geven aan dat het om een quasi symbolisch huwelijk tussen vader en dochter ging, dat verschillende religieuze en administratieve functies inhield, zoals ook in het leven van Teje gebeurde, en dat dit waarschijnlijk met haar instemming was.
Van de vijfde dochter, Baketaten, veronderstelt men dat zij ook van Teje was, maar de vader is nog niet met zekerheid gekend.
Recent DNA-onderzoek, gesponsord door de secretaris-generaal van de Egyptische Hoge Raad voor Oudheidkunde Zahi Hawass gepubliceerd in februari 2010, toont aan dat Toetankhamon, de opvolger van Tejes zoon Achnaton, uit een broeder-zuster vereniging was geboren. Hiermee wordt uitgesloten dat Toetankhamons moeder de tweede vrouw van Achnaton Kiya zou zijn geweest, omdat geen enkel gekend artefact Kiya de titel Godsdochter toekent. Kiya was dus geen dochter van een farao (en bijgevolg niet de dochter van koningin Teje) en kan Achnatons zuster niet geweest zijn. Een nog bestaande mummie, gekend als De jongere vrouw, die in hetzelfde graf DK 35 is gevonden als die van Teje, werd door hetzelfde DNA-onderzoek geïdentificeerd als de moeder van Toetankhamon, maar men weet niet over welke zuster van Achnaton het dan gaat: Henuttaneb, Nebetiah, Iset, Baketaten, of, als ook zij inderdaad Achnatons zuster was, Sitamun.

## Monumenten
Haar gemaal wijdde een aantal heiligdomen aan Teje en liet een tempel voor haar bouwen in Sedeinga in Koesj waar zij in de vorm van de godin Hathor-Tefnut werd vereerd.
Hij liet ook een artificieel heilig meer voor haar aanleggen in het jaar twaalf.
Zoals de Amerikaanse Egyptologen David O'Connor & Eric Cline noteerden:

Wat voor Teje nooit eerder gebeurde. ... is niet zozeer dat waar ze vandaan kwam belangrijk was, maar wat zij is geworden. Nooit eerder trad een koningin zo prominent naar voren in het leven van haar echtgenoot. Teje verscheen regelmatig aan de zijde van Amenhotep III in standbeelden, tomben- en tempelreliëfs, en op steles, terwijl ook haar naam met de zijne erbij is aangebracht op talloze voorwerpen, zoals vazen en juwelen, om de grote herinneringsscarabeeën niet te noemen, waar haar naam regelmatig de zijne volgt in de tijdlijn. Nieuwe elementen in haar portrettering benadrukken haar rol als zowel goddelijke als aardse evenknie van de koning, zoals de toevoeging van koehoorns en een zonneschijf in haar hoofdtooi - attributen van de godin Hathor - en haar voorstelling in de vorm van een sfinxachtig figuur, wat eerder voor de koning was gereserveerd.
Amenhotep III bouwde een tempel voor haar in Sedeinga in Noord-Sudan, waar ze werd vereerd als een vorm van Hathor ... De tempel in Sedeinga was de pendant van die van Amenhoteps eigen, grotere tempel in Soleb, vijftien kilometer ten zuiden (een arrangement een eeuw later gevolgd door Ramses II in Abu Simbel, waar er op dezelfde manier twee tempels staan, waarvan de grootste zuidelijke aan de koning is gewijd, en de kleinere noordelijke tempel aan de koningin, Nefertari, als Hathor).

## Invloed aan het hof

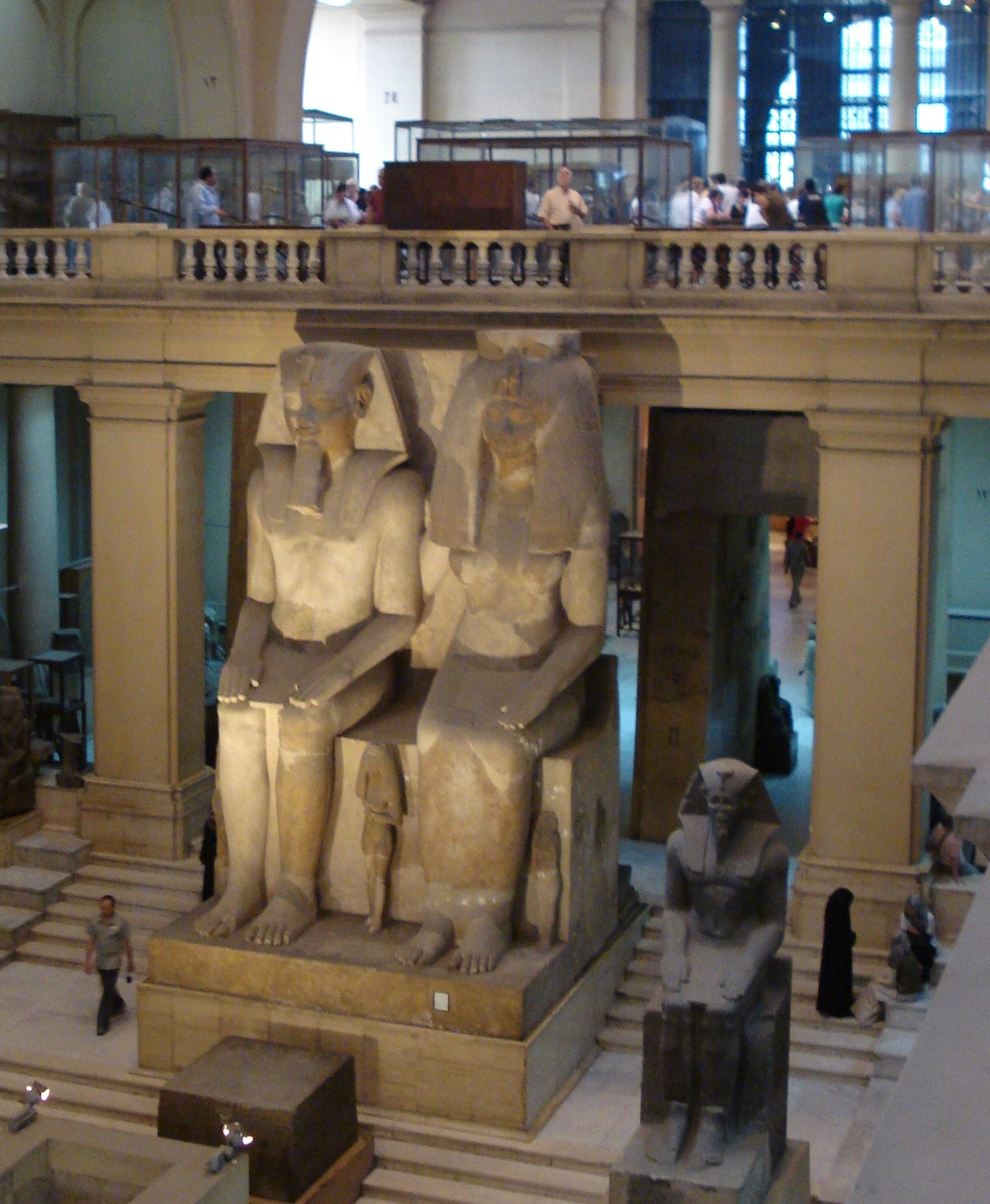
Kolossaal beeld van farao Amenhotep III en koningin Teje
Egyptisch Museum

Teje oefende een behoorlijke hoeveelheid gezag uit, zowel gedurende het officieel bewind van haar man, als dat van haar zoon. Amenhotep III werd een amateur van verfijnde sport, hij hield van het buitenleven, en werd een groot staatsman. Vaak stond hij voor claims voor Egyptisch goud en huwelijksaanzoeken voor zijn dochters van buitenlandse vorsten zoals Tushratta van Mitanni en Kadašman-Enlil I van Babylon.
De koninklijke opvolgingslijn werd door de vrouwen van het Oude Egypte gedragen, en een huwelijk met een van hen zou het pad naar de troon effenen voor hun nageslacht. Teje werd daarin de vertrouwde raadgeefster en vertrouwelinge voor haar man. Ze was wijs, intelligent, sterk en trots, en kon al het nodige respect van buitenlandse dignitarissen afdwingen.
Buitenlandse heersers waren dan ook bereid om rechtstreeks met haar te onderhandelen. Ze bleef een actieve rol in de buitenlandse betrekkingen onderhouden, maar was bovendien de eerste Egyptische koningin die haar naam op officiële akten liet verschijnen.
Het zou goed kunnen dat zij ook haar zoon, Achnaton, advies bleef verstrekken, toen die officieel de troon besteeg. Zijn correspondentie met Tushratta, de koning van Mitanni, spreekt duidelijk voor de politieke invloed die Teje aan het hof deed gelden. In de Amarnabrief 'EA 26 correspondeert koning Tushratta van Mitanni rechtstreeks met haar en heeft het over de goede betrekkingen die hij met haar alsdan overleden echtgenoot mocht genieten, en hij drukt zijn wens uit om in die vriendschappelijke termen ook met haar zoon, Achnaton, te mogen voortgaan.
Amenhotep III is gestorven in het 38e of 39e jaar van zijn bewind (1353/1350 v.Chr.) en werd in de Vallei der Koningen in graf WV 22 bijgezet, maar Teje overleefde hem nog twaalf jaar.
Teje wordt voorts in de Amarna-brieven en in inscripties vermeld als de koningin en geliefde van de koning. Amarnabrief EA 26 is aan Teje geadresseerd en dateert uit de tijd van het bewind van Achnaton. Men weet dat zij een huis in Amarna, de nieuwe hoofdstad, bezat en ze wordt ook getoond op de muren van de tombe van Huya - een "dienaar in het huis van de Koningin Moeder, de Grote Koninklijke Vrouwe Tiyi" - afgebeeld aan tafel op een diner met Achnaton, Nefertiti, en hun familie, en dan geëscorteerd door de koning naar haar zonnescherm.
Teje werd vaak met Hathor geassocieerd en was de eerste koningin die zich met een haartooi met koehoorns en een zonneschijf liet afbeelden, waardoor ze geleidelijk het vrouwelijk equivalent van de half goddelijke soeverein werd. Ze kreeg een tempel in Sedeinga in Nubië, niet ver van het heiligdom van haar overleden echtgenoot in Soleb.
In het graf van Kheroef staat zij afgebeeld als een vrouwelijke sfinx die twee vijanden verplettert (een Nubische en een Aziatische). Nooit eerder was een Grote Koninklijke Vrouwe in zo'n typisch mannelijke rol afgebeeld.
Zij wordt voor het laatst, samen met haar kleindochter Maketaton, vermeld in een inscriptie die omstreeks 21 november van het jaar 12 van Achnatons bewind (1338 v.Chr.) wordt gedateerd. Men vermoedt dat beiden kort daarna zijn overleden.
In 1898 ontdekte Victor Loret de mummie van Amenhotep III. Daarlangs bevond zich de mummie van een "oudere dame". De identificatie van de "Oudere Dame" als zijnde Teje kreeg veel steun van onderzoekers en werd bevestigd in februari 2010 in een DNA-project dat ook het lichaam van Achnaton bevestigde.
Er is ook een lok van Tejes haar gevonden in een van een stel miniatuurkistjes in het graf van Toetankhamon, waarvan wordt beweerd dat het expliciet aan Teje toebehoorde.
Als Teje is gestorven kort na het jaar 12 van het bewind van Achnaton (1338 v.Chr.), dan zou dat haar geboortedatum ergens rond 1398 v.Chr. plaatsen, haar huwelijk met Amenhotep III op de leeftijd van 11 of 12 jaar, en haar weduwschap op haar 48e of 49e. De suggestie van een co-regentschap van maximum 12 jaar, tussen het bewind van Amenhotep III en haar zoon Achnaton in, blijft overeind, maar de meeste onderzoekers accepteren de dag van vandaag ofwel een kortdurend co-regentschap van niet meer dan een jaar maximum, of helemaal geen co-regentschap'. Volgens sommigen zou zij een complot hebben gesmeed om Achnaton te vermoorden, wegens zijn gebrek aan leiderschapskwaliteiten en zijn verering van Aton.

## Begrafenis

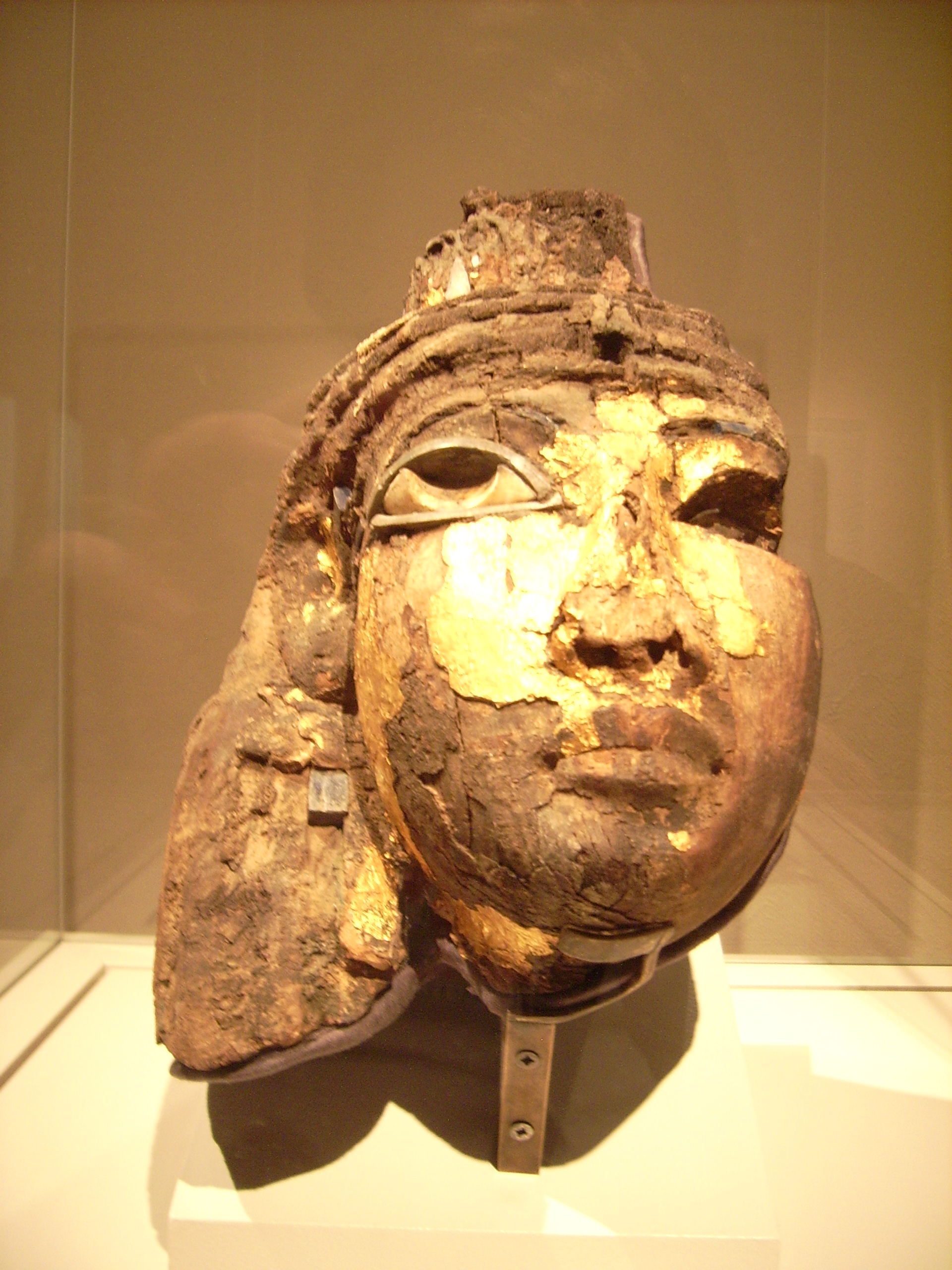
Fragmentair dodenmasker van koningin Teje
Ägyptisches Museum Berlin

Men neemt aan dat Teje oorspronkelijk in het koningsgraf van Achnaton in Amarna naast haar zoon en kleindochter, Maketaton, werd begraven, omdat een fragment van de kist niet zo lang geleden werd geïdentificeerd als behorend tot haar sarcofaag. Haar vergulde grafkist (waarop zij met Achnaton wordt afgebeeld) kwam in graf DK 55 terecht terwijl oesjabti's van haar in Amenhoteps graf WV 22 zijn teruggevonden.
In graf DK 35 werd een mummie, gekend als de Oudere Dame, als de hare geïdentificeerd. De Britse onderzoekers Aidan Dodson & Dyan Hilton hadden ooit beweerd dat "het onmogelijk schijnt dat haar mummie die van de zogenaamde 'Oudere Dame' in de tombe van Amenhotep III zou zijn.". Het bewijs dat werd aangevoerd om deze visie te staven gold onderzoek waaruit geconcludeerd was dat de tanden eruitzagen als die van een negenentwintigjarige eerder dan van een negenenvijftig jaar oude vrouw. Toch heeft recent onderzoek (DNA-analyse) van de Oudere Dame haar tanden en van de haarlok die in het graf van Toetankhamon is gevonden aangetoond dat het lichaam wel degelijk dat van Teje is, en eerder dat van een dame op middelbare leeftijd. Dit werd nog verder bevestigd toen in februari 2010 de mummie officieel middels DNA testen tezamen met andere mummies uit de Amarna periode werd geïdentificeerd.

## Galerij

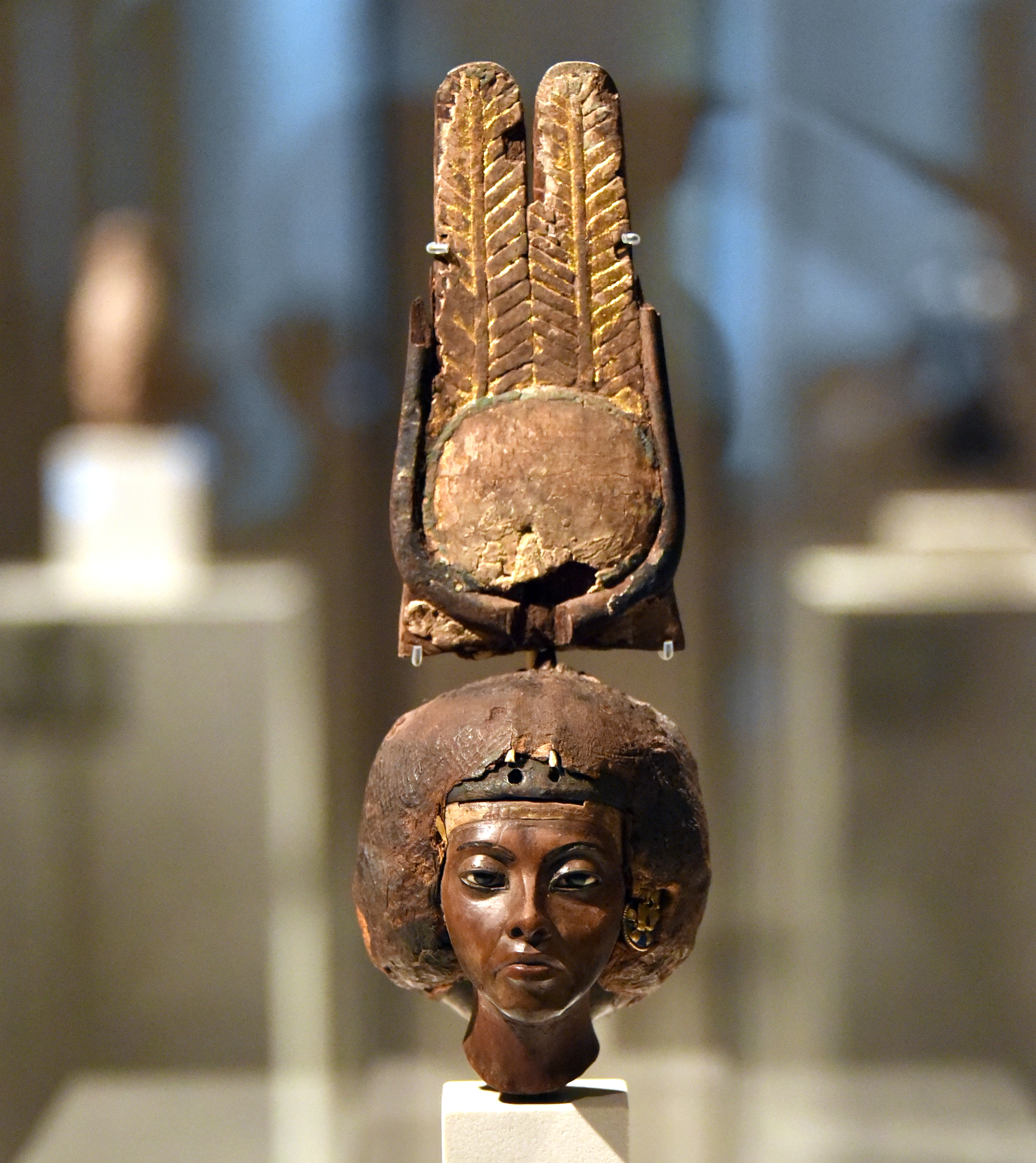
Koningin Teje met dubbele veren kroon met de zonneschijf en hoorns van godin Hathor (ca. 1355 v. Chr.), Altes Museum, vindplaats Medinet el-Ghurob
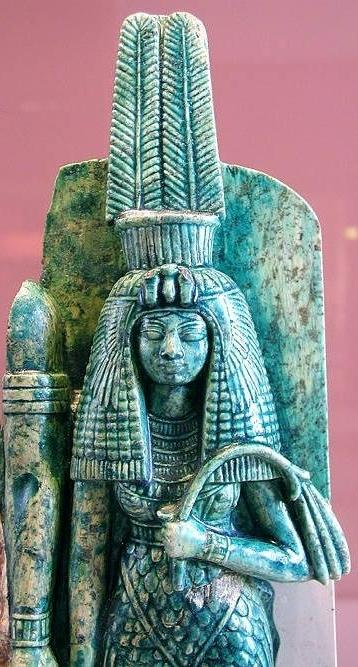
Koningin Teje (detail)
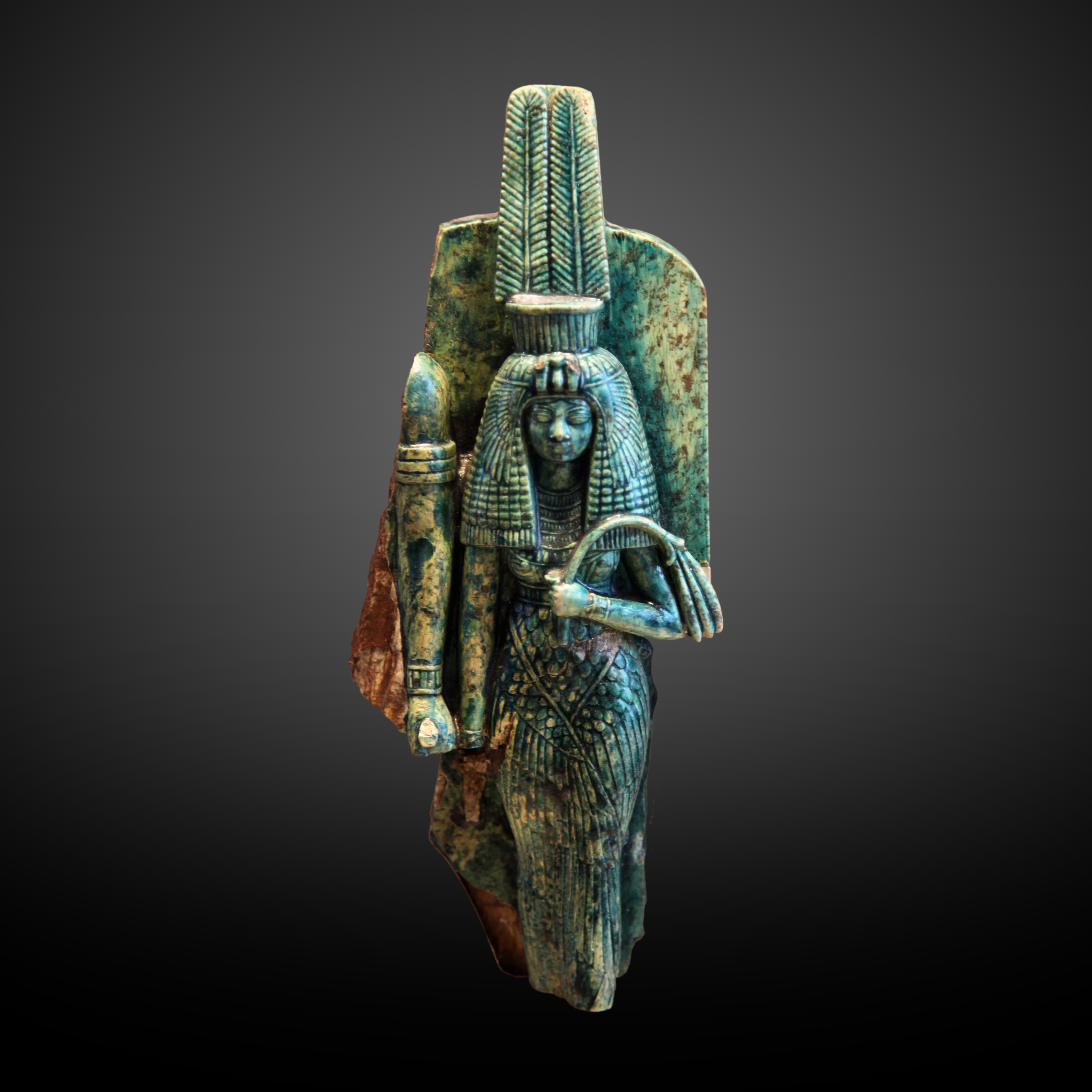
Haar gemaal, Amenhotep III, werd mogelijk afgebeeld aan de rechterzijde (ca. 1391-1353 v. Chr.), beeld van speksteen, Louvre
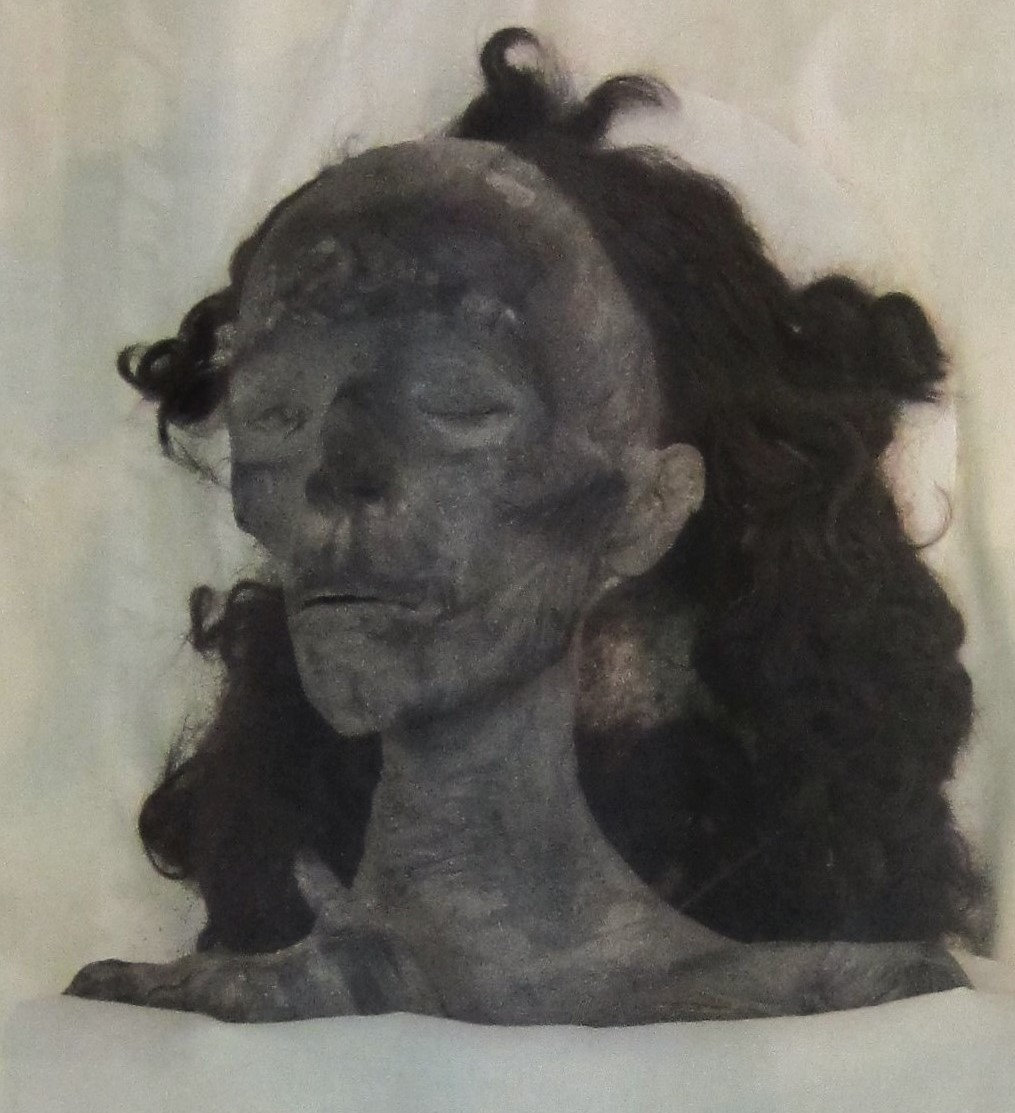
Mummie van koningin Teje ook bekend als de "oudere dame" NMEC